# Päpstliches Kolleg St. Ephräm

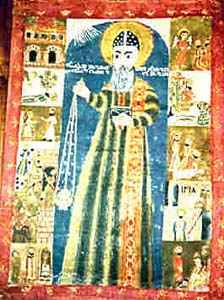
Schutzpatron Ephräm der Syrer (Ephräm-Ikone)

Das Päpstliche Kolleg St. Ephräm (it.: Collegio Sant’Efrem) in Rom ist ein Päpstliches Kolleg. Es wurde am 8. März 2003 vom Präfekten der Kongregation für die orientalischen Kirchen, Kardinal Ignatius Moussa I. Daoud inauguriert und eröffnet.
An dieser Bildungseinrichtung sollen Priester arabischer Sprache aus den katholischen Ostkirchen ihre Studien erweitern. Das Institut ist in Rom, in der Via Boccea 480, in einem Flügel des Päpstlichen Ukrainischen Instituts Santa Maria del Patrocino untergebracht. Als Schutzpatron erwählte sich das Kolleg den heiligen Kirchenlehrer Ephräm aus Syrien. Das Kolleg untersteht der Kongregation für die orientalischen Kirchen. Derzeitiger Rektor ist der irakische Prälat Husam Shaabo.